# Dnepróvskaia
Dnepróvskaia - Днепровская (rus) - és una stanitsa del krai de Krasnodar, a Rússia. Es troba a la vora d'un afluent per l'esquerra del riu Kirpili. És a 11 km a l'oest de Timaixovsk i a 66 km al nord de Krasnodar.
Pertanyen a aquesta stanitsa els khútors de Dmítrova, Kalínina, Karla Marksa, Krupskoi, Lénina i Olkhovski.